# زوتيوكس
زوتيوكس (بالفرنسية: Zoteux)‏ هي بلدية تقع في إقليم باد كاليه من منطقة نور با دو كاليه في شمال فرنسا. تبلغ مساحة هذه المدينة 7.34 (كم²)، وترتفع عن سطح البحر 157 م، يبلغ عدد سكانها 483 نسمة حسب إحصاء المعهد الوطني للإحصاء والدراسات الاقتصادية سنة 2009 م. وترأس Régis Delattre البلدية خلال فترة (2008-2014).